# Uwe Rahn
Uwe Rahn (Mannheim, Alemanya, 21 de maig de 1962) és un exfutbolista alemany. Va disputar 14 partits amb la selecció d'Alemanya.